# Koke Resurrección
Pour les articles homonymes, voir Koke.
Resurrección  Merodio est un nom espagnol. Le premier nom de famille, en général paternel, est Resurrección ; le second, en général maternel, souvent omis, est Merodio.
Koke, de son vrai nom Jorge Resurrección Merodio (prononcé en espagnol : [ˈxorxe resurekˈθjon meˈɾoðjo]), né le 8 janvier 1992 à Madrid, est un footballeur international espagnol qui évolue au poste de milieu central à l'Atlético de Madrid.

## Biographie

### Atlético de Madrid
Jorge Resurrección Merodio est né à Madrid le 8 janvier 1992. Il fait ses débuts dans le centre de formation de l'Atlético de Madrid à huit ans. À 16 ans, Koke dispute son premier match avec l'équipe B de l'Atlético durant la saison 2008-2009. Le 19 septembre 2009, le jeune madrilène débute en équipe première, en remplaçant Paulo Assunção en seconde mi-temps du match face au FC Barcelone qui se termine par une défaite 5-2. Il joue son second match professionnel contre l'UD Almeria, et participe à deux autres matchs au cours de la saison. 
Le 6 janvier 2011, Koke découvre la Copa del Rey pendant le match retour du second tour face à l'Espanyol Barcelone. Les Colchoneros parviennent à se qualifier pour les quarts de finale de la compétition à la suite du nul obtenu contre les barcelonais. Le 3 février 2011, il renouvelle son contrat avec le club jusqu'en 2016. Le 26 février 2011, il marque son premier but en championnat pour l'Atlético contre le FC Séville, en reprenant de la tête un centre de Diego Forlán. Il termine sa première saison complète avec 17 matchs et deux buts. Son équipe parvient à se qualifier pour la Ligue Europa en terminant septième du championnat.
Au cours de la saison 2011-2012, Koke devient un membre important au milieu de terrain de l'Atlético. Le 25 août 2011, il remplace Mario Suárez à la 67e minute du dernier tour des qualifications de la Ligue Europa contre le Vitoria Guimarães. Cette rencontre se termine par une victoire 4-0 et permet aux Madrilènes de se qualifier pour la phase de groupes. Le 29 avril 2012, il inscrit son premier but en championnat de la saison, en ouvrant le score à la 62e minute, lors d'un match nul 2-2 contre le Real Betis. Le 9 mai 2012, il soulève le premier titre de sa carrière en remportant la Ligue Europa à Bucarest face aux Basques de l'Athletic Bilbao. Il joue 13 matchs durant cette compétition, et rentre en jeu à la 89e minute de la finale gagnée 3-0 par les blancs et rouges.
La saison 2012-2013, le départ de Diego facilite l'intégration de Koke dans l'équipe de départ de l'Atlético. Il est un acteur important de la troisième place obtenue par son club, derrière le FC Barcelone et le Real Madrid. Le 10 mars 2013, Koke joue son 100e match sous les couleurs madrilènes. Le 17 mai, l'Atlético gagne la Copa del Rey au stade Santiago Bernabéu contre son rival de madrilène. Il confirme son statut de titulaire en commençant 38 des 48 matchs auxquels il a participé et inscrivant 3 buts. Le milieu de terrain se révèle doué dans l'exercice des coups de pied arrêtés.

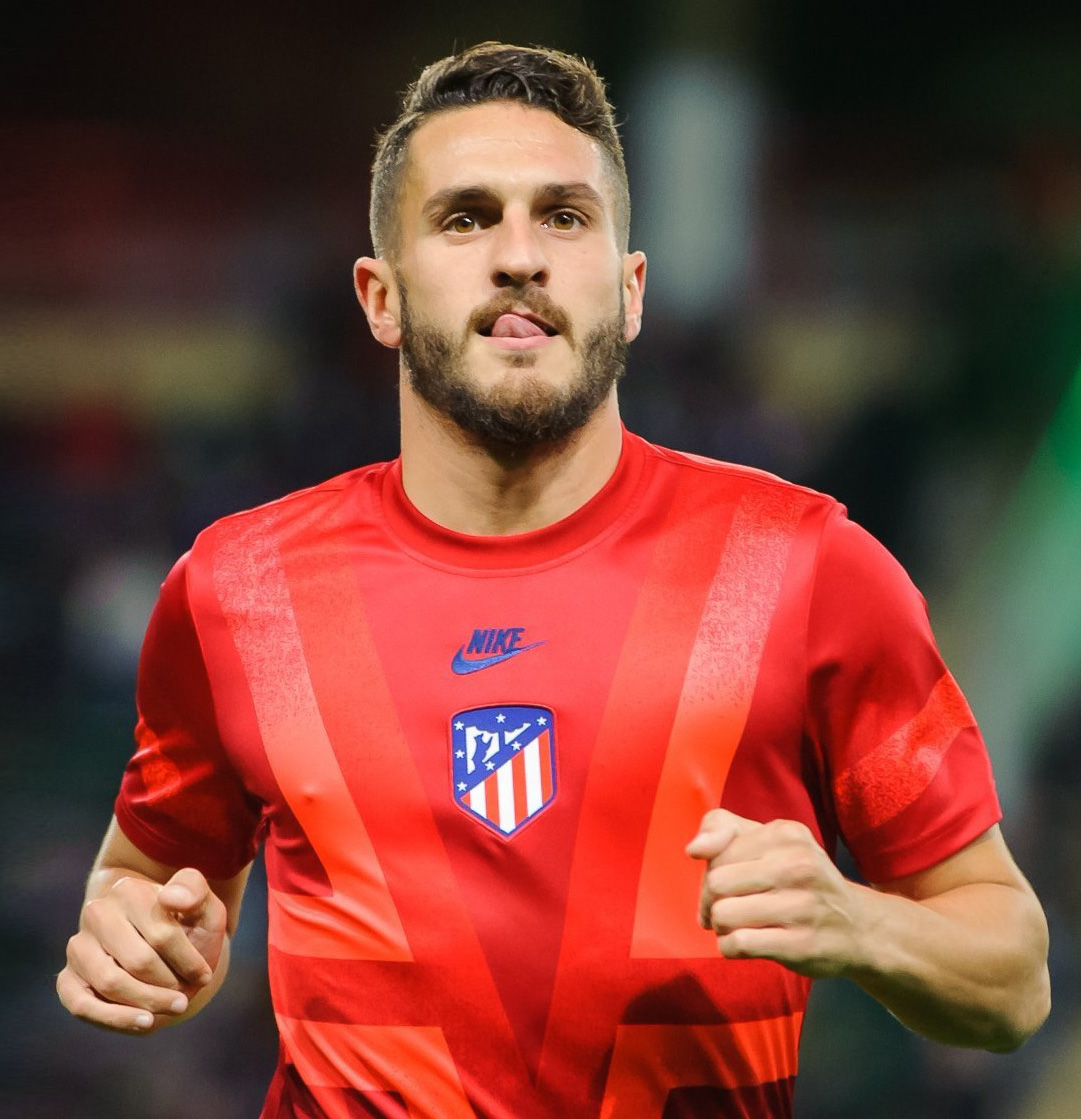
Koke à l'échauffement avec l'Atlético Madrid en 2019.

Le 1er septembre 2013, au début de la saison 2013-2014, Koke marque son premier but de la saison, en contribuant à une victoire à l'extérieur 2-1 sur la Real Sociedad. Le 3 septembre 2013, il prolonge son contrat avec l'Atlético jusqu'en 2018. En octobre, il est élu « Joueur de Liga du mois » à la suite de ses bonnes performances, en même temps que son entraîneur Diego Simeone qui remporte le trophée de l'« Entraîneur de Liga du mois ». Le 26 janvier 2014, il joue son 100e match en Liga. Le 3 mars 2014, il marque un but lors du derby face au Real Madrid qui se solde par un nul 2-2. 
Le 9 avril 2014, Koke marque son premier but en Ligue des champions, qui est de plus important puisqu'il envoie les siens en demi-finale de la compétition après s’être imposé 1-0 en quart contre le FC Barcelone. Le 24 mai 2014, les Colchoneros perdent la finale de la coupe aux grandes oreilles face au Real Madrid 4-1. Le Real est mené 1-0 lorsque Sergio Ramos égalise à quelques minutes de la fin du temps réglementaire d'une tête. Durant les prolongations, les Merengue inscrivent trois buts de plus face à un Atlético épuisé. Le dernier jour du championnat, le match nul contre les blaugranas permet à l'Atlético de conserver trois points d'avances sur les catalans et de remporter le championnat qui lui échappé depuis 18 ans. Il termine la saison avec 14 passes décisives derrière Ángel Di María. Il est candidat au prix LFP du meilleur milieu offensif, qui est remporté par Andrés Iniesta. Il devient, au fil de la saison, un rouage important du jeu de l'Atlético, en mettant sa qualité de passe au service des attaquants.
Lors de la saison 2014-2015, Koke signe un nouveau contrat de cinq ans avec l'Atlético. Le 4 novembre 2014, il est nommé « Homme du match » lors d'un match de Ligue des champions face au Malmö FF, marquant le premier but d'une victoire 2-0. Lors des tirs au but contre le Bayer Leverkusen, en huitièmes de finale de Ligue des champions, il voit son tir arrêté par le gardien adverse Bernd Leno, mais son équipe finit par s'imposer.
En mai 2017, il prolonge son contrat jusqu'à 2024 avec son club de toujours.
Après avoir occasionnellement porté le brassard de la capitaine au cours de sa carrière à l'Atlético, Koke est nommé capitaine d'équipe à l'été 2019, à la suite du départ de l'ancien capitaine Diego Godín.
Le 18 septembre 2022, à l'occasion du célèbre derby de Madrid face au Real (perdu 1-2), Koke devient le joueur le plus capé de l'histoire de l'Atlético de Madrid. Agé de seulement 30 ans et avec un total de 553 matchs au compteur, il égale Adelardo, ancien détenteur du record depuis 1976. Le 1er octobre, il bat ce record à l'occasion d'un déplacement sur le terrain du Séville FC (victoire madrilène 2-0).
En mars 2024, son contrat est prolongé jusqu'en juin 2025 avec une baisse de salaire de moitié. L'accord entre le club et le joueur prévoit la possibilité d'une extension de ce contrat d'un an à chaque fin de saison. En 2024-2025, il commence la saison en tant que titulaire, débutant 15 des 19 premières rencontres de l'Atlético. Il devient ensuite majoritairement remplaçant, n'étant seulement titulaire que 6 fois lors des 17 matchs suivants. Koke est devancé dans la hiérarchie par Rodrigo De Paul et Pablo Barrios. En février, il est atteint d'une blessure musculaire à la jambe droite. Il reprend la compétition le 6 avril. En juin, il s'engage pour une saison supplémentaire avec l'Atlético.

### En équipe nationale
Le 14 août 2013, il est convoqué par Vicente del Bosque avec l'équipe nationale espagnole pour jouer un match amical à Guayaquil contre l'Équateur. Au cours de ce match, il remplace à la 78e minute Santi Cazorla. 
Le 31 mai 2014, la liste officielle des joueurs sélectionnés pour jouer la Coupe du monde 2014 inclut Koke. La Roja est défaite dès le premier match, sur le score fleuve de 5-1 face aux Pays-Bas, alors qu'elle avait ouvert le score sur penalty en début de match. Elle perd son second match 2-0 face au Chili et se retrouve donc éliminée au premier tour. Koke est titulaire lors de la victoire 3-0 contre l'Australie.
Membre d'une liste provisoire de 25 joueurs espagnols sélectionnés pour disputer l'Euro 2016, il fait partie de la liste définitive de 23 joueurs annoncée le 31 mai.
Il fait partie de la liste de 24 joueurs établie par le sélectionneur Luis Enrique pour l'Euro 2020.
Le 11 novembre 2022, il fait partie de la sélection de 26 joueurs établie par Luis Enrique pour participer à la Coupe du monde 2022.

## Statistiques
| Saison                | Club                  | Championnat           | Championnat | Championnat | Championnat | Coupe(s) nationale(s) | Coupe(s) nationale(s) | Coupe(s) nationale(s) | Supercoupe | Supercoupe | Supercoupe | Compétition(s) continentale(s) | Compétition(s) continentale(s) | Compétition(s) continentale(s) | Compétition(s) continentale(s) | Supercoupe UEFA | Supercoupe UEFA | Supercoupe UEFA | Coupe du monde des clubs | Coupe du monde des clubs | Coupe du monde des clubs | Espagne | Espagne | Espagne | Total | Total | Total |
| Saison                | Club                  | Division              | M.          | B.          | P.d.        | M.                    | B.                    | P.d.                  | M.         | B.         | P.d.       | Comp.                          | M.                             | B.                             | P.d.                           | M.              | B.              | P.d.            | M.                       | B.                       | P.d.                     | M.      | B.      | P.d.    | M.    | B.    | P.d.  |
| 2008-2009             | Atlético de Madrid B  | D3                    | 28          | 3           | -           | -                     | -                     | -                     | -          | -          | -          | -                              | -                              | -                              | -                              | -               | -               | -               | -                        | -                        | -                        | -       | -       | -       | 28    | 3     | 0     |
| 2009-2010             | Atlético de Madrid B  | D3                    | 25          | 2           | -           | -                     | -                     | -                     | -          | -          | -          | -                              | -                              | -                              | -                              | -               | -               | -               | -                        | -                        | -                        | -       | -       | -       | 25    | 2     | 0     |
| 2010-2011             | Atlético de Madrid B  | D3                    | 13          | 2           | -           | -                     | -                     | -                     | -          | -          | -          | -                              | -                              | -                              | -                              | -               | -               | -               | -                        | -                        | -                        | -       | -       | -       | 13    | 2     | 0     |
| Sous-total            | Sous-total            | Sous-total            | 66          | 7           | -           | -                     | -                     | -                     | -          | -          | -          | -                              | -                              | -                              | -                              | -               | -               | -               | -                        | -                        | -                        | -       | -       | -       | 66    | 7     | 0     |
| 2009-2010             | Atlético de Madrid    | Liga                  | 4           | 0           | 0           | -                     | -                     | -                     | -          | -          | -          | C1                             | -                              | -                              | -                              | -               | -               | -               | -                        | -                        | -                        | -       | -       | -       | 4     | 0     | 0     |
| 2010-2011             | Atlético de Madrid    | Liga                  | 17          | 2           | 1           | 2                     | 0                     | 0                     | -          | -          | -          | C3                             | -                              | -                              | -                              | -               | -               | -               | -                        | -                        | -                        | -       | -       | -       | 19    | 2     | 1     |
| 2011-2012             | Atlético de Madrid    | Liga                  | 25          | 2           | 3           | 2                     | 0                     | 0                     | -          | -          | -          | C3                             | 13                             | 0                              | 2                              | -               | -               | -               | -                        | -                        | -                        | -       | -       | -       | 40    | 2     | 5     |
| 2012-2013             | Atlético de Madrid    | Liga                  | 33          | 3           | 9           | 7                     | 0                     | 1                     | -          | -          | -          | C3                             | 7                              | 0                              | 1                              | 1               | 0               | 0               | -                        | -                        | -                        | -       | -       | -       | 48    | 3     | 11    |
| 2013-2014             | Atlético de Madrid    | Liga                  | 36          | 6           | 13          | 7                     | 0                     | 2                     | 2          | 0          | 0          | C1                             | 13                             | 1                              | 2                              | -               | -               | -               | -                        | -                        | -                        | 9       | 0       | 0       | 67    | 7     | 17    |
| 2014-2015             | Atlético de Madrid    | Liga                  | 34          | 2           | 10          | 4                     | 0                     | 1                     | 2          | 0          | 1          | C1                             | 9                              | 2                              | 4                              | -               | -               | -               | -                        | -                        | -                        | 7       | 0       | 2       | 56    | 4     | 18    |
| 2015-2016             | Atlético de Madrid    | Liga                  | 35          | 5           | 14          | 5                     | 0                     | 1                     | -          | -          | -          | C1                             | 11                             | 0                              | 1                              | -               | -               | -               | -                        | -                        | -                        | 7       | 0       | 0       | 58    | 5     | 16    |
| 2016-2017             | Atlético de Madrid    | Liga                  | 36          | 4           | 8           | 6                     | 1                     | 1                     | -          | -          | -          | C1                             | 12                             | 0                              | 1                              | -               | -               | -               | -                        | -                        | -                        | 10      | 0       | 1       | 64    | 5     | 11    |
| 2017-2018             | Atlético de Madrid    | Liga                  | 35          | 4           | 4           | 3                     | 0                     | 0                     | -          | -          | -          | C1+C3                          | 4+9                            | 0+2                            | 0+3                            | -               | -               | -               | -                        | -                        | -                        | 9       | 0       | 1       | 60    | 6     | 8     |
| 2018-2019             | Atlético de Madrid    | Liga                  | 30          | 3           | 4           | 3                     | 0                     | 0                     | -          | -          | -          | C1                             | 7                              | 2                              | 1                              | 1               | 1               | 0               | -                        | -                        | -                        | 1       | 0       | 0       | 42    | 6     | 5     |
| 2019-2020             | Atlético de Madrid    | Liga                  | 32          | 4           | 5           | -                     | -                     | -                     | 1          | 1          | 0          | C1                             | 9                              | 0                              | 1                              | -               | -               | -               | -                        | -                        | -                        | -       | -       | -       | 42    | 5     | 6     |
| 2020-2021             | Atlético de Madrid    | Liga                  | 37          | 1           | 2           | -                     | -                     | -                     | -          | -          | -          | C1                             | 8                              | 0                              | 0                              | -               | -               | -               | -                        | -                        | -                        | 12      | 0       | 2       | 57    | 1     | 4     |
| 2021-2022             | Atlético de Madrid    | Liga                  | 31          | 1           | 2           | 2                     | 0                     | 0                     | 1          | 0          | 0          | C1                             | 9                              | 0                              | 1                              | -               | -               | -               | -                        | -                        | -                        | 10      | 0       | 0       | 53    | 1     | 3     |
| 2022-2023             | Atlético de Madrid    | Liga                  | 33          | 0           | 3           | 5                     | 0                     | 0                     | -          | -          | -          | C1                             | 4                              | 0                              | 0                              | -               | -               | -               | -                        | -                        | -                        | 4       | 0       | 0       | 46    | 0     | 3     |
| 2023-2024             | Atlético de Madrid    | Liga                  | 35          | 0           | 3           | 5                     | 0                     | 0                     | 1          | 0          | 0          | C1                             | 9                              | 0                              | 1                              | -               | -               | -               | -                        | -                        | -                        | -       | -       | -       | 50    | 0     | 4     |
| 2024-2025             | Atlético de Madrid    | Liga                  | 32          | 1           | 1           | 5                     | 0                     | 0                     | -          | -          | -          | C1                             | 7                              | 0                              | 1                              | -               | -               | -               | 3                        | 0                        | 0                        | -       | -       | -       | 47    | 1     | 2     |
| 2025-2026             | Atlético de Madrid    | Liga                  | 1           | 0           | 0           | -                     | -                     | -                     | -          | -          | -          | -                              | -                              | -                              | -                              | -               | -               | -               | -                        | -                        | -                        | -       | -       | -       | 1     | 0     | 0     |
| Sous-total            | Sous-total            | Sous-total            | 486         | 38          | 82          | 56                    | 1                     | 6                     | 8          | 1          | 1          | -                              | 130                            | 7                              | 19                             | 2               | 1               | 0               | 3                        | 0                        | 0                        | 69      | 0       | 6       | 754   | 48    | 114   |
| Total sur la carrière | Total sur la carrière | Total sur la carrière | 552         | 45          | 82          | 56                    | 1                     | 6                     | 8          | 1          | 1          | -                              | 130                            | 7                              | 19                             | 2               | 1               | 0               | 3                        | 0                        | 0                        | 69      | 0       | 6       | 820   | 55    | 114   |

## Palmarès

### En club
Atlético de Madrid (10)
- Vainqueur de la Ligue Europa en 2010, 2012 et 2018
- Vainqueur de la Supercoupe d'Europe en 2010 et 2012 et 2018
- Champion d'Espagne en 2014 et 2021
- Vainqueur de la Coupe d'Espagne en 2013
- Vainqueur de la Supercoupe d'Espagne en 2014
- Finaliste de la Ligue des champions en 2014 et 2016

### En sélection
Equipe d'Espagne U19
- Finaliste du Championnat d'Europe des moins de 19 ans en 2010

 Equipe d'Espagne Espoirs (1)
- Vainqueur du Championnat d'Europe de football espoirs en 2013

## Distinctions personnelles

### En club
Atlético de Madrid
- Joueur le plus capé de l'histoire du club
- Membre de l'équipe type du Championnat d'Espagne en 2014
- Membre de l'équipe type de la Ligue des Champions en 2016
- Membre de l'équipe type de la Ligue Europa en 2018
- Joueur du mois de Liga en octobre 2013 et en avril 2016
- Nommé pour le Ballon d'or 2016

### En sélection nationale
Équipe d'Espagne espoirs
- Membre de l'équipe type du Championnat d'Europe de football espoirs en 2013